# Mortelle Hôtesse
Mortelle Hôtesse est un roman noir sur la « guerre économique » de Bernard Pasobrola, paru en avril 2011 aux éditions La Vie du rail, dans la collection Rail Noir au no 20.

## Résumé
L’histoire commence dans une voiture-bar de l’Eurostar où se produit la rencontre apparemment fortuite du médecin Richard Meyer et de Nora Katz, une jeune scientifique française. Nora travaille dans le laboratoire londonien de Healthylived Technology, numéro un mondial des prothèses électroniques médicales. Le père de Nora, Humbert Katz, a disparu quelques mois plus tôt. 
Le lecteur apprendra qu’au sortir d’un coma prolongé, Humbert Katz s’est réveillé dans une clinique suisse de thérapie génique. Étrange clinique où malades et soignants sont des infirmes auxquels on a greffé des prothèses électroniques. L’établissement, dirigé par le docteur Uldry, appartient au Temple Nazaréen, une secte qui milite pour la réunification des fois juive et chrétienne. Opposée au transhumanisme et à toute hybridation homme-machine, la clinique propose de débarrasser ses patients des prothèses fabriquées par le « lobby bionique », c’est-à-dire par des sociétés comme Healthylived Technology. 
Nora ne sait pas où est son père, mais elle ignore aussi qu’une officine de renseignement s’intéresse à lui. Le Directeur de cette officine, René de Castelblanjac, ex-ministre de la Recherche, est un ancien cadre de la DGSE. Vers la fin des années 1990, la concurrence effrénée entre les groupes de bio-technologie suscitant une demande d’information croissante, Castelblanjac a créé sa propre agence en recrutant une dizaine de scientifiques dont le docteur Richard Meyer auquel il confie la mission de retrouver Humbert katz. C’est pour cette raison que Meyer organise une première rencontre avec Nora dans l’Eurostar.
Meyer parvient à localiser la clinique suisse, mais Humbert Katz a de nouveau été enlevé. Ses ravisseurs l’ont conduit à Anvers, au cœur du quartier des diamantaires où, depuis quelques jours, sévit une épidémie causée par un virus qui provoque la cécité. Le prisonnier est chargé de désinfecter les lots de diamants bruts infectés par le virus, lots qui appartiennent au richissime diamantaire Marin Edde. 
L’enquête de Richard Meyer se poursuit par un long chassé-croisé à travers l’Europe où l’attendent de nombreuses rencontres, dangereuses et imprévisibles, ou parfois désopilantes. Pris dans le tourbillon de la guerre sans merci entre sociétés transnationales, ballotté par une série de rebondissements et bouleversé par la mort de son plus proche ami, l’espion dérive de plus en plus loin de sa mission initiale vers la seule issue possible dans cette drôle de guerre : la désertion.

## Le thème
Mortelle Hôtesse est d’abord roman d'espionnage (avec un penchant certain pour l'humour), mais aussi un regard porté sur un certain type de violence économique dans notre monde contemporain.
Le stratège prussien Carl von Clausewitz écrivait dans son traité Vom Kriege paru en 1832 que « la guerre est la continuation de la politique par d’autres moyens ». Il était admis à son époque que la guerre était un conflit politique, sans aucun doute lié aux intérêts économiques des nations, mais dont la principale finalité consistait à soumettre l’adversaire à sa volonté et à rétablir la paix. 
Dans le cadre de ce roman, la relation semble s’être modifiée, voire inversée : la guerre, qui est devenue explicitement économique et implicitement politique, n'a plus comme finalité la paix. Qu’elle soit de faible intensité sur le terrain économique ou de forte intensité sur le terrain militaire, la guerre ne vise plus qu’à maintenir les déséquilibres. Le but de la guerre est donc la poursuite de la guerre elle-même, prenant l’apparence d’une fausse paix qui provoque parmi les populations des troubles similaires à ceux qu’engendrent les guerres traditionnelles.